# Sulzfeld, Karlsruhe
Sulzfeld là một thị trấn thuộc huyện Karlsruhe ở Baden-Württemberg in Đức. Đô thị này có diện tích 18,76 km², dân số thời điểm 31 tháng 12 năm 2006 là 4661 người.